# El jefecito
El jefecito es una serie cómica peruana producida en el año 1987 por Panamericana Televisión, que comenzó como un sketch del programa humorístico Risas y salsa. Estuvo protagonizado por Antonio Salim, Analí Cabrera y Rodolfo Carrión, Mabel Duclós. La historia trata de un maduro contador enamorado de su secretaria y de sus esfuerzos por conquistarla.

## Sinopsis
La trama gira en Federico Lanzarote (o Lancelotti), un jefe de oficina que estaba profundamente enamorado de su secretaria Graciela "Chelita" Muchotrigo. El jefecito, como también se le conoce, hacía todo lo posible para conquistarla, logrando conquistar a Chelita sin que ella supiera de sus verdaderas intenciones. Federico recurre el apoyo de Felpudini, un cariñoso compañero de trabajo que arruina los planes de su jefe.  El sketch termina a menudo cuando aparecía la esposa del jefecito quien golpeaba a su marido descubriendo una posible infidelidad con su secretaria.

## Reparto
| Actor                      | Personaje                                                                       |
| -------------------------- | ------------------------------------------------------------------------------- |
| Antonio Salim Facuse       | El Jefecito                                                                     |
| Mabel Duclós /Teresa Olmos | La Esposa del Jefecito                                                          |
| Analí Cabrera              | Chelita                                                                         |
| Rodolfo Carrión            | Felpudini                                                                       |
| Sara Gálvez                | "Ojo de Uva"; "vidente"; "estafadora"; "cucufata"; "psicóloga"; "muerta", otros |
| Jorge Velásquez            | Asensorista; mafioso, otros                                                     |
| Toto África                | otros                                                                           |

## Legado
El segmento cómico fue presentado en la Teletón 2015.